# نادي كاودينبيث
نادي كاودينبيث هو نادي كرة قدم بريطاني أٌسس عام 1881. يلعب النادي في دوري كرة القدم الإسكتلندي الدرجة الأولى ‏.